# Megophrys lekaguli
Megophrys lekaguli е вид жаба от семейство Megophryidae.

## Разпространение
Видът е разпространен в Тайланд.